# Goryphus turneri
Goryphus turneri là một loài tò vò trong họ Ichneumonidae.